# Forte de Nossa Senhora da Conceição de Inhambane
O Forte de Nossa da Conceição de Inhambane localizava-se na povoação (atual cidade) de Inhambane, na província de mesmo nome, em Moçambique.

## História
A povoação foi fundada por mercadores swahili, tendo sido visitada pelo navegador português Vasco da Gama em 1498.
Embora os Portugueses tenham construído uma feitoria fortificada em 1546, o processo de colonização permanente apenas foi iniciado em 1731. Posteriormente, em 1763 a povoação recebeu o estatuto de vila e sede de concelho. Nesse período sofreu ataques de Neerlandeses e Franceses, tendo se destacado o saque de 1796 por piratas Franceses baseados na Ilha da Reunião.
Diante dessas ameaças e como complemento da defesa da costa de Moçambique, Inhambane foi defendida no século XVIII por duas fortificações ligeiras, em faxina e estacaria. Ambas existiam ainda em 1765, em ruínas, contando com apenas uma peça de artilharia, incapaz de serviço.
Entre 1750 e 1758, a primitiva povoação de Inhambane foi transferida pelo Governador de Moçambique, Francisco de Melo e Castro (1750-1758), para a península de Inhambane, onde, por ordem do mesmo Governador, foi construída uma nova fortificação.
O Governador Pedro de Saldanha e Albuquerque (1759-1763), em 1763, concluiu essa nova fortificação, que foi colocada sob a invocação de Nossa Senhora da Conceição (Forte de Nossa Senhora da Conceição de Inhambane).